# Ampitatafika
Ampitatafika é uma comuna de Madagascar, pertencente ao distrito de Antananarivo-Atsimondrano, na região de Analamanga. Sua população, segundo o censo de 2001, era de 55 598 habitantes.